# بج‌ووری
بج‌ووری (به انگلیسی: Begwary) یک روستا واقع در ویبوستون، چاوستون و کولستن، انگلستان است. این مرکز در شمال بخش، نزدیک هاونی‌دون  در محله استاپلو واقع شده‌است.